# 102 км (зупинний пункт, Московська залізниця)
Зупинний пункт 102 км — закритий (станом на 2024 рік) залізничний роз'їзд Курського відділення Московської залізниці в районі населеного пункту Мар'їн Біловського району Курської області на перегоні Готня — Псел.
Зупинний пункт 102 км було запроєктовано акціонерним товариством Північно-Донецької залізниці як роз'їзд 96-ї версти на випадок підвищення вантажообігу ще в 1916 році. Однак роз'їзд відкрили лише в 1925 році, а з 1926 року тут зупинялися поїзди пасажирського сполучення. В першій половині 1950-х років — переведений в категорію зупинних пунктів приміських поїздів. З 2013 року тут немає пасажирського сполучення.